# 신쾌동
신쾌동(申快童, 1910년 ~ 1977년 11월)은 거문고의 명인이다. 전라북도 익산(益山)에서 출생하였고, 호는 금헌(琴軒)이다. 어려서 향리에서 한문을 수학하고 정일동(鄭一東)에게서 거문고 정악(正樂), 백낙준(白樂俊)에게서 거문고 산조를 익혀 백낙준의 고제(高弟)가 되고 그가 죽은 후 스승의 의발을 이어 거문고 산조의 제1인자가 되었다. 1938년 조선성악연구회에서 제자를 가르치는 한편 명창 송만갑, 정정렬에게 창악을 배워 거문고와의 병창을 개발하니 거문고 병창은 그가 효시가 되었다. 그리고 백낙준의 거문고 산조는 진양조, 중모리, 엇모리, 자진모리밖에는 없던 것을 여기 중중모리와 휘모리를 더해서 거문고 산조의 틀을 완성시켰다. 국악예술학교 교사, 국립국악원, 서라벌예술대학 등 강사를 역임하고 1967년 국가무형문화재 제16호 거문고 산조의 기능보유자로 지정되었다. 저서에 <현금곡전집(玄琴曲全集)>이 있다.